# Partha Kar
Partha Sarathi Kar (nascido em dezembro de 1973) é um médico britânico especializado em diabetes e endocrinologia no Portsmouth Hospitals NHS Trust. Ele é um Conselheiro de Especialidade Nacional para a Diabetes no NHS England.